# Марлон Веянс
Марлон Веянс (англ. Marlon Wayans; нар. 23 липня 1972, Нью-Йорк) — американський актор, режисер, продюсер та сценарист. Найвідоміший роботою зі своїм братом Шоном Веянсом у комедіях «Не погрожуй Південному Централу, попиваючи сік у своєму кварталі» (1996), «Білі ціпоньки» (2004), «Пустун» (2006), «Без ансамблю» (2009) та двох частинах серії «Дуже страшне кіно»(2000—2001). Відзначався критикою за драматичні ролі в фільмах «Реквієм за мрією» (2000), «Повага» (2021) та «Легенда» (2025).

## Життєпис
Народився 23 липня 1972 року в Нью-Йорку. Там же закінчив школу мистецтв, а потім продовжив вивчення кіно в Говардському університеті, який покинув через два роки навчання.
Під впливом старшого брата Кінена Айворі, Марлон вирішив зробити кар'єру в шоу-бізнесі. Спочатку він отримав невелику роль в фільмі брата «Я дістану тебе, покидьку» (1988), а потім став виступати в його шоу «In Living Color». Марлон швидко здобув шанувальників серед колег і став отримувати ролі не тільки на ТБ, але і в кіно. Після ролі у фільмі іншого свого брата, Деймона «Mo' Money», Марлон став отримувати запрошення на солідніші ролі. У 1995 разом з ще одним братом, Шоном, він знімався в ситкомі «Брати Веянс» (1995).
Поступово розширив коло своїх обов'язків, виконуючи роботу сценариста, режисера і виконавця головної ролі. Результатом таких зусиль стали найзнаменитіші фільми родинного клану — Не погрожуй Південному Централу, попиваючи сік у своєму кварталі (1996) і дві частини серії «Дуже страшне кіно» (2000—2001). Інші фільми з його участю: «Шостий гравець» (1997), «Без відчуттів» (1998), «Підземелля драконів» (2000), «Дуже страшне кіно 2» (2001), «Замочити бабцю», «Білі ціпоньки» (2004), «Пустун» (2006).
Виконував драматичні ролі в фільмах «Реквієм за мрією» (2000), «Повага» (2021) та «Легенда» (2025).

## Особисте життя
Має сина і дочку від Анжели Зеккері, з якою був в стосунках з 1992 по 2013 роки. Донька Амай в дорослому житті стала трансчоловіком Каєм. Був близьким другом Тупака Шакура.

## Фільмографія
| Рік  | Тип    | Назва українською                                                | Оригінальна назва                                                        | Роль                        |
| ---- | ------ | ---------------------------------------------------------------- | ------------------------------------------------------------------------ | --------------------------- |
| 1988 | к/ф    | Я дістану тебе, покидьку                                         | I'm Gonna Git You Sucka                                                  | Пішохід                     |
| 1991 | ТБ     |                                                                  | The Best of Robert Townsend & His Partners in Crime                      | Варіоус                     |
| 1992 | к/ф    | Більше грошей                                                    | Mo' Money                                                                | Сеймор Стюарт               |
| 1993 | серіал | У яскравих барвах                                                | In Living Color                                                          | Варіоус                     |
| 1994 | к/ф    | Через край                                                       | Через край                                                               | Бугало                      |
| 1995 | серіал | Брати Веянс                                                      | The Wayans Bros.                                                         | Марлон Вільямс              |
| 1996 | к/ф    | Не погрожуй Південному Централу, попиваючи сік у своєму кварталі | Don't Be a Menace to South Central While Drinking Your Juice in the Hood | Лок Доґ                     |
| 1996 | серіал |                                                                  | Waynehead                                                                | Блю (голос)                 |
| 1996 | серіал |                                                                  | The Parent 'Hood                                                         | грає себе                   |
| 1997 | к/ф    | Шостий гравець                                                   | The 6th Man                                                              | Кенні Тайлер                |
| 1998 | к/ф    | Без відчуттів                                                    | Senseless                                                                | Дерріл Вітерспун            |
| 1998 | ТБ     | Comics Come Home 4 (ТБ)                                          | Comics Come Home                                                         | грає себе                   |
| 1999 | серіал | Happily Ever After: Fairy Tales for Every Child (серіал)         | Happily Ever After: Fairy Tales for Every Child                          | Ітч (голос)                 |
| 2000 | к/ф    | Реквієм за мрією                                                 | Requiem for a Dream                                                      | Тірон Лав                   |
| 2000 | к/ф    | Дуже страшне кіно                                                | Scary Movie                                                              | Шорті Мікс                  |
| 2000 | к/ф    | The Tangerine Bear                                               | The Tangerine Bear                                                       | Люї Блу (голос)             |
| 2000 | к/ф    | Підземелля драконів                                              | Dungeons & Dragons                                                       | Снеілс                      |
| 2001 | к/ф    | Дуже страшне кіно 2                                              | Scary Movie 2                                                            | Шорті Мікс                  |
| 2004 | к/ф    | За посмішкою                                                     | Behind the Smile                                                         | Денні Стайлс                |
| 2004 | к/ф    | Замочити бабцю                                                   | The Ladykillers                                                          | Гавейн МакСем               |
| 2004 | к/ф    | Білі ціпоньки                                                    | White Chicks                                                             | Маркус                      |
| 2006 | к/ф    | Пустун                                                           | Little Man                                                               | Келвін «Малюк» Сіммс        |
| 2006 | ТБ     |                                                                  | Thugaboo: Sneaker Madness                                                |                             |
| 2006 | серіал |                                                                  | Six Degrees                                                              | Бездомний хлопець           |
| 2006 | ТБ     |                                                                  | Thugaboo: A Miracle on D-Roc's Street                                    |                             |
| 2007 | к/ф    | Норбіт                                                           | Norbit                                                                   | Бастер «Bust-A-Move» Перкін |
| 2009 | к/ф    | Без ансамблю                                                     | Dance Flick                                                              | Мр. Муді                    |
| 2009 | к/ф    | Джі Ай Джо: Атака Кобри                                          | G.I. Joe: The Rise of Cobra                                              | Ріпкорд                     |
| 2013 | к/ф    | Озброєні та небезпечні                                           | The Heat                                                                 | Леві                        |
| 2014 | к/ф    | Будинок з паранормальними явищами 2                              | A Haunted House 2                                                        | Малкольм Джонсон            |
| 2021 | к/ф    | Повага                                                           | Respect                                                                  | Тед Вайт                    |
| 2022 | к/ф    | Прокляття Брідж-Голлоу                                           | The Curse of Bridge Hollow                                               | Говард Ґордон               |
| 2023 | к/ф    | Air Jordan                                                       | Air                                                                      | Джордж Равелінг             |
| 2025 | к/ф    | Легенда                                                          | Him                                                                      | Ісая Вайт                   |
| 2026 | к/ф    | Дуже страшне кіно 6                                              | Scary Movie 6                                                            | Шорті Мікс                  |